# Stapelia pearsonii
Stapelia pearsonii är en oleanderväxtart som beskrevs av Nicholas Edward Brown. Stapelia pearsonii ingår i släktet Stapelia och familjen oleanderväxter. Inga underarter finns listade i Catalogue of Life.